# Wichayanee Pearklin
 (juillet 2019).
Wichayanee Pearklin (Thai: วิชญาณี เปียกลิ่น), surnommée Gam Wichayanee (แก้ม วิชญาณี) ou Gam The Star (แก้ม เดอะสตาร์) ou simplement Gam (แก้ม), née en 1989 à Phattalung, est une animatrice de télévision, actrice et chanteuse thaïlandaise,,,.

## Biographie
En 2008, Gam Wichayanee participe à l'émission The Star : saison 4 (เดอะสตาร์ ค้นฟ้าคว้าดาว ปี 4) et gagne. Elle signe un contrat avec le label GMM Grammy ; elle enregistre alors son premier album Gam.
Elle étudie la musique, et tout particulièrement le jazz, à l'Université Silpakorn.
En 2011, elle réalise son second album Baby It's You.
Elle célèbre en 2018 ses 10 ans de carrière musicale avec un grand concert : le GamConcert My First Time.
Elle est aussi actrice de second rôle dans plusieurs séries télévisées.
Wichayanee Pearklin est doubleuse de voix pour de nombreux dessins animés telles la voix thaïlandaise de Tania dans La Princesse et la Grenouille (2009) (reprise du conte Le Roi Grenouille ou Henri de Fer des frères Grimm) ; la voix d'Elsa dans La Reine des neiges 1 (ผจญภัยแดนคำสาปราชินีหิมะ) (2013) et 2 (2019) où elle chante en particulier ปล่อยมันไป (Libérée, délivrée) ; elle participe en outre à la promotion du film Maléfique (มาเลฟิเซนท์ กำเนิดนางฟ้าปีศาจ) (2014) (reprise en film du conte La belle au bois dormant de Charles Perrault) et est la voix siamoise de Nala dans Le Roi Lion (เดอะไลอ้อนคิง) (2019).

## Filmographie

### Séries télévisées
- 2010 : หัวใจพลอยโจร (Hua Ji Ploi Jon)
- 2013 : Club Friday The Series 2
- 2014 : น่ารัก (Na Ruk)
- 2015 : เงาใจ (Ngao Jai)
- 2015 : ฮา in One (Ha in One)
- 2017 : 30 กำลังแจ๋ว The Series (Samsib Kham Lang Jaew)
- 2019 : Blacklist นักเรียนลับ บัญชีดำ
- 2019 : สงครามนักปั้น, saison 2

## Discographie
- 28 octobre 2008 : Gam

1. ไม่สวยเลือกได้
2. ไม่เหลือเหตุผลจะรัก
3. ไม่ไหวจะเคลียร์
4. ใบไม้"(Feat. VieTrio) (เพลงประกอบละคร ใบไม้ที่ปลิดปลิว)
5. เธอไม่เคยไว้ใจ
6. Help Me
7. ความรักต้องเผื่อใจ
8. Leave Me Alone
9. ครั้งหนึ่งนานมาแล้ว
10. พระจันทร์ดวงเดียวกัน
11. แสงและเงา (เพลงประกอบละคร เงาอโศก)

- 14 juillet 2011 : Baby It's You

1. Baby, it's you
2. ใช่ที่สุด หยุดที่เธอ
3. มหันตภัย
4. เพิ่งรู้ตัวเอง (เพลงประกอบละคร เงาพราย)
5. หน้า 113
6. ฉันจะไม่ยุ่งเกี่ยวกับมันอีกเลย
7. ยามเมื่อลมพัดหวน (ต้นฉบับ เจตริน วรรธนะสิน)
8. 'คนที่ใช่ก็ไม่รัก คนที่รักก็ไม่ใช่
9. รักแพ้...แม้ใกล้ชิด (Feat. VieTrio)
10. รักคือการให้
11. อย่าให้เขารู้ (ต้นฉบับ มิคกี้ ปิยะวัฒน์)